# Brittiska Palestinamandatet

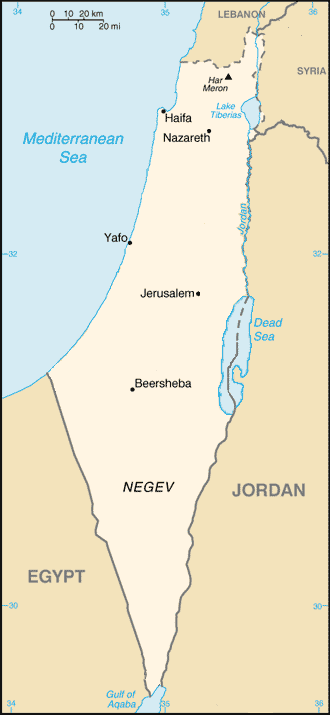
Palestina 1922

Palestinamandatet, eller egentligen Brittiska Palestinamandatet, var det område av det forna Osmanska riket som Storbritannien förvaltade på uppdrag av Nationernas förbund (NF) mellan 1920 och 1948 i enlighet med ett s.k. NF-mandat. Mandatet omfattade det som idag är Israel, Jordanien och Palestinska territorierna. Redan 1921 bröts den östra delen av territoriet loss av britterna som lät bilda lydstaten Emiratet Transjordanien som 1946 blev ett självständigt kungarike. Resten av mandatområdet bestod dock under direkt brittisk kontroll. År 1948 upphörde mandatet helt - samma dag som Staten Israels självständighet utropades i enlighet med FN:s generalförsamlings resolution 181 om delning av Palestina. Detta ledde till att Arabförbundets stater förklarade Israel krig (1948 års arabisk-israeliska krig).

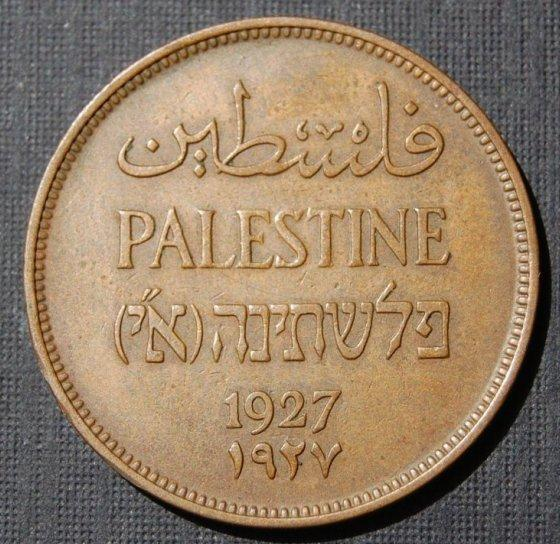
Palestinskt pundmynt från 1927 med text på arabiska, engelska och hebreiska.

## Tillkomst
Storbritannien erövrade området 1917 med stöd av arabiska nationalister och började de facto styra mandatet redan 1920 i enlighet med artikel 22 i Nationernas förbunds stadgar från 10 januari 1920 och efter en överenskommelse vid San Remokonferensen 25 april 1920 mellan Första världskrigets fyra allierade huvudmakter (Storbritannien, Frankrike, Italien och Japan). Formellt tilldelades Storbritannien NF-mandatet först med 24 juli 1922 och det trädde formellt i kraft först 26 september 1923. Med NF:s medgivande delade Storbritannien upp mandatet i två administrativa delar 16 september 1922: Palestina, under direkt brittiskt styre, samt det autonoma Transjordanien, styrt av den hashimitiska släkten. Detta var i enlighet med det så kallade McMahon-Husain-avtalet (se nedan) från 1915. Transjordanien var undantaget från mandatets text om skapandet av ett nationellt hem för judar.

### Transjordanien
Mandatets område öster om Jordanfloden blev det autonoma emiratet Transjordanien. Abdullah ibn Hussein som var son till sharifen i Mecka, Hussein ibn Ali, insattes som emir. Genom ett fördrag 1946 erkände Storbritannien Transjordanien som självständigt kungadöme.

### Palestina
Mandattexten från 24 juli 1922 förklarade:
Emedan de allierade huvudmakterna (Storbritannien, Frankrike, Italien och Japan) även har enats om att mandatstaten (Storbritannien) skall tillse förverkligandet av den deklaration som ursprungligen gjordes den 2 november 1917 (Balfourdeklarationen) av hans brittiska majestäts regering, och som har accepterats av sagda makter för skapandet av ett nationellt hem i Palestina för det judiska folket, är det uttryckligen förstått att ingenting må göras som kan äventyra de rättsliga och religiösa rättigheterna för existerande icke-judiska grupper i Palestina, eller de rättigheter och den politiska status som judar i något annat land åtnjuter. 

## Palestinas befolkning
Palestina hade 1914 en befolkning på 791 000 personer, varav 60 000 (7,6 %) var judar.
1922 hade totalbefolkningen minskat på grund av första världskriget till totalt 757 000, varav 590 890 (78 %) var muslimer och 83 700 (11 %) var judar.
Under mandattiden skedde en stor judisk invandring, så enligt FN:s undersökningskommission (UNSCOP) fanns det 1946 i Palestina 1,86 miljoner invånare, varav 33 % var judar, 58 % muslimer och 8 % kristna.

## Löfte om arabisk stat
Britterna hade förespeglat araberna att de skulle få en oberoende stat. Den mest betydande diskussionen mellan britter och araber om arabisk självständighet finns i det så kallade McMahon-Husain-avtalet från 1915, som består av en brevväxling mellan britternas High Commissioner Henry McMahon och sharif Hussein ibn Ali, emir av Mecka och blivande kung av Hijaz. Hussein tolkade dessa brev som bindande brittiska löften om arabisk självständighet i utbyte mot att araberna stödde britterna i kriget mot Osmanska riket.

### Vitboken 1939
Inför kriget mot Nazityskland kom Storbritanniens regering till slutsatsen att fred i Palestina var nödvändig för den brittiska militärens säkerhet. Man tog avstånd från tanken på en judisk stat i Palestina och publicerade den 17 maj 1939 en vitbok som radikalt omtolkade britternas plikter som mandatstat. Vitboken tycktes garantera ett självständigt Palestina med en arabisk majoritet.

## Löfte om judisk stat
Balfourdeklarationen togs med i mandattexten från 1922. Den byggde på ett löfte 1917 från Storbritanniens utrikesminister Arthur Balfour till sionistledaren Chaim Weizmann om att det skulle upprättas ett judiskt nationalhem i Palestina.

## Konflikterna
Balfours löfte till sionisterna betraktades av araberna som ett svek mot de löften de fått 1915 om en självständig arabisk stat. De pekade på att bara en liten del av Palestinas befolkning var judar. 
Araberna fruktade att de skulle bli i minoritet bland en allt större judisk befolkning. Därför växte även den arabiska nationalismen i Palestina under 1920-talet. Genom demonstrationer och strejker försökte rörelsen förhindra ett judiskt övertagande av Palestina. 
De första stora arabiska upproren mot den judiska befolkningen var de så kallade Jaffaupproren, som skedde 1921. Dessa resulterade i att en judisk försvarsrörelse, Haganah, bildades. 1929 uppstod ännu en serie uppror som resultat av religiös spänning angående Västra muren. År 1936 inleddes det av al-Husayni ledda Högsta muslimska rådet de arabiska upproren, som varade fram till 1939. Upproren innebar att judar blev mördade i ett flertal städer, samt att de brittiska styrkorna ökade sin närvaro i Palestina. 
Även judiska aktivister genomförde väpnade aktioner och terroraktioner mot britterna. Den avgörande aktionen blev sprängningen av deras högkvarter på Hotell King David i Jerusalem 1946 som utfördes av den judiska rörelsen Irgun. Situationen började bli ohållbar för britterna, som dessutom befann sig i sviterna efter ett nyligen avslutat världskrig. De beslöt att försöka finna en lösning på Palestinafrågan genom Förenta Nationerna (FN).

## Mandatet upphör

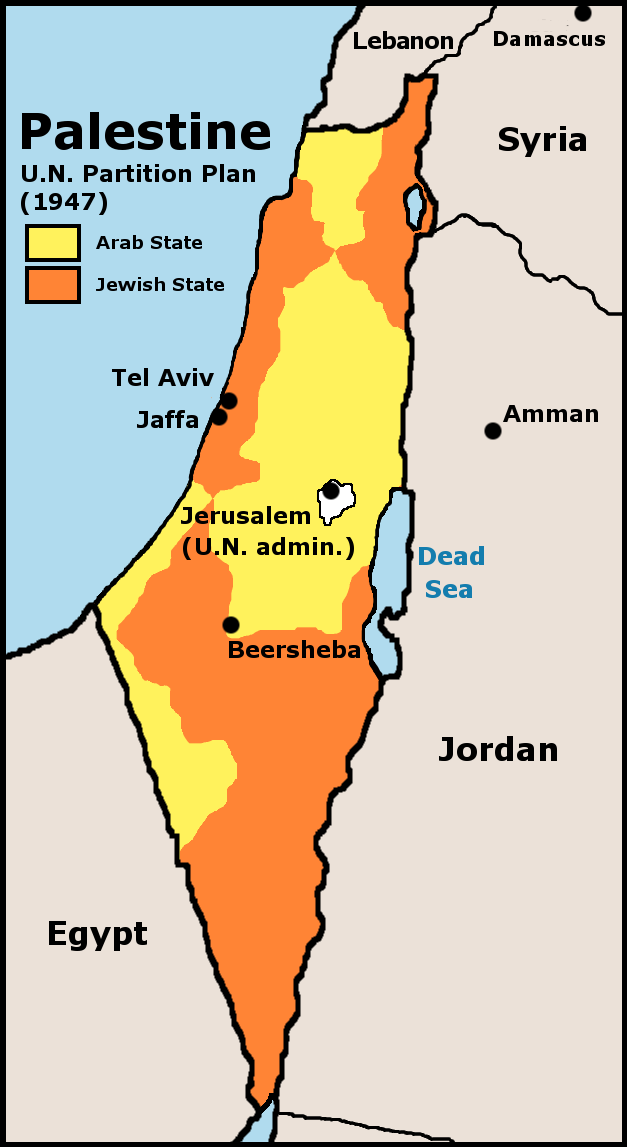
FN:s delningsplan för Palestina (1947).

### Storbritannien drar sig ur
Våldet i området och kostnaderna för militären gjorde att Storbritannien 1947 förklarade att man inte längre kunde fullgöra sina skyldigheter som mandatmakt. Utrikesminister Ernest Bevin kritiserade i ett tal 25 februari 1947 USA:s stöd för sionismen och fördömde det judiska kravet på statsbildning. Den 26 september 1947 deklarerade britterna att de skulle dra sig ur Palestina. De avslutade ensidigt mandatet och överlämnade problemen till FN. I början av 1948 förklarade Storbritannien att man skulle lämna mandatet från och med 15 maj samma år.

## FN:s delningsplan
FN bildade en kommitté som skulle undersöka villkoren på plats och rekommendera FN:s Generalförsamling en handlingsplan. Kommittén kallades United Nations Special Committee on Palestine (UNSCOP) och bestod av representanter från elva länder – Sverige, Nederländerna, Tjeckoslovakien, Jugoslavien, Australien, Kanada, Indien, Iran, Guatemala, Mexiko och Peru. Sveriges representant var Emil Sandström. Kommittén var splittrad. Majoriteten förespråkade delning i en judisk och en arabisk stat; Jerusalem med omnejd skulle vara internationellt territorium. Minoriteten (Indien, Iran och Jugoslavien) förespråkade en självständig federal stat efter tre år under FN:s förvaltarskap. Staten skulle bestå av två separata delar med lokal administrativ makt och en central makt som delades mellan araber och judar. Denna minoritet ville också ge större yta till araberna än vad majoritetsgruppen föreslog.
Kommitténs rapport överlämnades till FN i slutet av augusti. Man menade att det brittiska mandatet måste avslutas och en process inledas som skulle leda till ett självständigt Palestina. Första punkten löd: "Den grundläggande premiss som ligger till grund för förslaget om en delning är att kraven på Palestina från araber och judar, som båda äger giltighet, är oförenliga, och att bland alla de lösningar som har föreslagits kommer en delning att vara den mesta realistiska och praktiska, och är den som med störst sannolikhet på en genomförbar grund tillmötesgår delar av kraven och de nationella förväntningarna hos båda parter."
Enligt delningsplanen skulle judarna, som utgjorde en tredjedel av befolkningen, tilldelas drygt 55 procent av Palestina och araberna, som utgjorde majoritet, knappt 45 %. Jerusalem skulle stå under internationell kontroll.
I FN förväntade sig många att Generalförsamlingen skulle säga nej till en delning. Den två-tredjedels majoritet som fordrades kunde uppnås först efter kraftiga påtryckningar på några länder. Den amerikanske presidenten Harry Truman skrev i sina memoarer: "Jag tror inte att jag som president någonsin utsattes för så mycket propaganda och påtryckning som i detta fall. Jag irriterades och plågades av de extrema sionistledarnas envishet, som också förenades med hotelser av politisk karaktär. De ifrågasatte till och med om vi inte skulle utöva påtryckningar på självständiga stater för att få dessa att rösta i en viss riktning i generalförsamlingen." Kongressledamöter och senatorer samt Högsta domstolens domare uppmanades av den sionistiska lobbyn att sända telegram till statsöverhuvuden och deras representanter för att försöka övertala dem, eller hota med att upphöra med hjälp från USA. Dagen då röstningen ursprungligen skulle ske, den 27 november 1947, visade det sig att resolutionen inte kunde få den majoritet som krävdes. Beslutet förhalades då och president Truman godkände att delegaterna utsattes för ytterligare press, bland dem Liberias delegat. Däckfabriken Firestone hotade att stoppa utökning av plantagerna i Liberia, om landet inte röstade för delningsplanen.
FN:s generalförsamling antog planen genom resolution 181 den 29 november 1947 med 33 röster för (däribland Sverige) och 13 emot (bland dem samtliga arabstater). 10 stater avstod från att rösta. Vid denna tid fanns i Palestina uppskattningsvis 1 269 000 araber och 608 000 judar.
Judarna accepterade formellt delningsplanen, men arabländerna och de palestinska araberna förkastade den. Resolutionen godtogs av de båda supermakterna USA och Sovjetunionen (som härmed började spela en betydande roll i denna region), men inte av de övriga medlemmarna i säkerhetsrådet förrän en tid efter Israels självständighetsförklaring.
Samma dag som det brittiska mandatet upphörde, den 14 maj 1948, utropades staten Israel av David Ben-Gurion. Se Israel-Palestinakonflikten.